# Legnano
Legnano település Olaszországban, Lombardia régióban, Milánó megyében. Lakosainak száma 59 941 fő (2023. január 1.). Legnano Canegrate, San Giorgio su Legnano, Cerro Maggiore, San Vittore Olona, Villa Cortese, Busto Arsizio, Castellanza, Rescaldina és Dairago községekkel határos.

## Népesség
A település lakossága az elmúlt években az alábbi módon változott:
| Lakosok száma | 60 229 | 60 259 | 60 177 | 59 941 |
|               | 2016   | 2017   | 2018   | 2023   |